# ふたりの愛ランド
「ふたりの愛ランド」（ふたりのあいランド）は、石川優子とチャゲ（現：Chage）のコラボレーション・シングル。1984年4月21日に発売された。発売元はラジオシティ。

## 解説
当時、チャゲ&飛鳥（現：CHAGE and ASKA）のシングルA面は、全て飛鳥涼（現：ASKA）がメインボーカルをとっていたために、チャゲは、シンガーソングライターとして単独でもやっていけるほどの充分な実力を有しながらも、自身がメインボーカルを務める楽曲は常にB面にとどまっており、彼の目立つ機会は皆無といっていい程だった。
ヤマハ音楽振興会としても、チャゲを前面に押し出して売り出す機会を狙っていた。そんな折に、JALのCMソングとしてヤマハに依頼があり、そこでチャゲの作った「ふたりの愛ランド」に白羽の矢が立ったのであった。
ただ、あまりにもチャゲ&飛鳥とは曲調が異なり、本人もシャレのつもりで書いたものだっただけに、ヤマハの制作プロデューサー・山里剛が、（飛鳥と組むのではなく）前年にJALのキャンペーンソングを担当した石川優子のマネージャーとディレクターに石川と組むことを提案し、それが採用された。
チャゲは当初、この曲は男女のデュエットを想定せずに自分の歌いやすいキーで作曲していたため、その後キーの合わせ方にかなり苦心したという。
累計では45万枚を売り上げた。
石川も、チャゲと時期を同じくしてデビューしたシンガーソングライターであり、1981年には石川自身作詞・作曲を手掛けた「シンデレラ サマー」（当曲もJAL'81・沖縄キャンペーンソング）がヒットし、当時既にトップアーティストの仲間入りを果たしていた。
「ふたりの愛ランド」と「渚の誓い」のオリジナルバージョンは石川のアルバムには収録された事があるが、チャゲのアルバムには「渚の誓い」のみ収録された事が無い。2009年発売の「Many Happy Returns」に「ふたりの愛ランド2009」として再録されたものが収録されている（石川も参加）。また、2012年には限定シングル「GO! GO! GO!」のカップリングに「チャゲトルズ・カヴァーバージョン」としてセルフカバーしたものが収録された（女性パートは久松史奈が担当）。2018年にChageのベスト・アルバムとして発売された｢音道｣にて、発売から34年を経て初めて「ふたりの愛ランド」のオリジナルバージョンがChageのアルバムに初収録された。

## 収録曲
| 全編曲: 平野孝幸。 |                      |                  |           |      |
| #                  | タイトル             | 作詞             | 作曲      | 時間 |
| 1.                 | 「ふたりの愛ランド」 | チャゲ、松井五郎 | チャゲ    | 3:58 |
| 2.                 | 「渚の誓い」         | 石川優子         | 石川優子  | 4:11 |
| 合計時間:          | 合計時間:            | 合計時間:        | 合計時間: | 8:09 |

## 楽曲解説
1. ふたりの愛ランド
JAL'84 沖縄キャンペーンソング。ただしCMに使用されたバージョンは本シングルには未収録となっている（原曲とCMバージョンでは歌手2名のパート割が異なり、CMバージョンにおいては原曲でソロパートだった部分がデュエットに置き換えられている）。
歌詞は沖縄をイメージして書かれており、当初は歌詞に「ココナッツ」と入れていたがスタッフの一部から「沖縄にココナッツはどうか」（ココナッツは沖縄にはないため）と言われ、苦肉の策で「ここは夏」の「ココ夏」に変更して逃げ切ったというエピソードがある[3]。
1990年にはチャゲが石川のコンサート「石川優子 ファイナル・コンサート 愛を眠らせないで」に飛び入り参加して、この曲を披露し、2004年に行われたCHAGE and ASKAのコンサート「CHAGE and ASKA 25th Anniversary Special チャゲ&飛鳥 熱風コンサート」でも披露している[5]。また、2016年春、ポプコン出身者が集まるライブ「僕らのポプコンエイジ」で、1990年以来26年ぶりに復帰し、チャゲと披露した[6]。
2. 渚の誓い

## カバー
ふたりの愛ランド
- ディッキー・チョン （1993年）- 香港の歌手・俳優。
  - アルバム『哎吔哎吔親親你』に収録。歌詞は広東語でタイトルは「哎吔哎吔親親你」。
- Girl's BOX ALL STARS（2005年）
  - アルバム『Girl's BOX 〜Best Hits Compilation Summer〜』に収録
- いきものがかり（2006年）
  - 配信限定・現在は配信終了
- ザ★リルビッツ（2006年）
  - シングル「ふたりの愛ランド」に収録
- GOLD RUSH（2013年）
  - シングル「ダイヤモンド」に収録
- モッチェ永井とラーナーズ（2016年）
  - Analog+CDシングル「ふたりの愛ランド/まばたきしてるうちに」に収録
- 中塚武（2023年）
  - 7inchアナログシングル『Romanticが止まらない / ふたりの愛ランド with 野宮真貴』に収録

## 後年の起用など
ふたりの愛ランド
- 西陣「パチンコ機CR春夏秋冬〜HIGHビスカス〜」のゲーム中及び大当りラウンド中のBGMの一つとして採用されている（2017年）[7]。
- ミスタードーナツ「クールミスド」『抹茶オレwithゼリー』篇・『ゴクシャリ』篇 ・『夏ドーナツ』篇（2011年夏季） - CM。仲里依紗と共にChageも出演し、歌詞の一部を替え歌にして歌唱
- マクドナルド 「マクドナルドでハワイなう！」『マクドナルドでハワイなう!バーガー』篇・『マクドナルドでハワイなう!パンケーキ&フィズ』篇（2021年夏季） - CM[8]